# Військово-морські сили Лівії

Прапор військово-морських сил Лівії

Військово-морські сили Лівії (араб. القوات البحرية الليبية al-Quwwāt al-Bahriyya al-Lībiyya, італ. Marina Militare Libica) — вид збройних сил Лівії. Заснований у листопаді 1962, до початку Першої громадянської війни у Лівії це був типовий представник невеликого військового флоту, що складався з кількох ракетних фрегатів, корветів та патрульних кораблів для оборони узбережжя, проте з обмеженими спроможностями до боротьби з потужним противником. Флот завжди залишався найменшим видом збройних сил Лівії та завжди був залежний від зарубіжних постачань обладнання, запчастин та тренування персоналу. Основна частина флоту часів Каддафі була знищена у силами НАТО 2011. З початку Другої громадянської війни у Лівії, ВМС цієї країни виконують накази Уряду національної згоди, очоленому президентською радою у Триполі. Водночас патрульні кораблі берегової охорони знаходяться під контролем Лівійської Національної Армії під командуванням Халіфи Хафтара.

## Участь у бойових діях

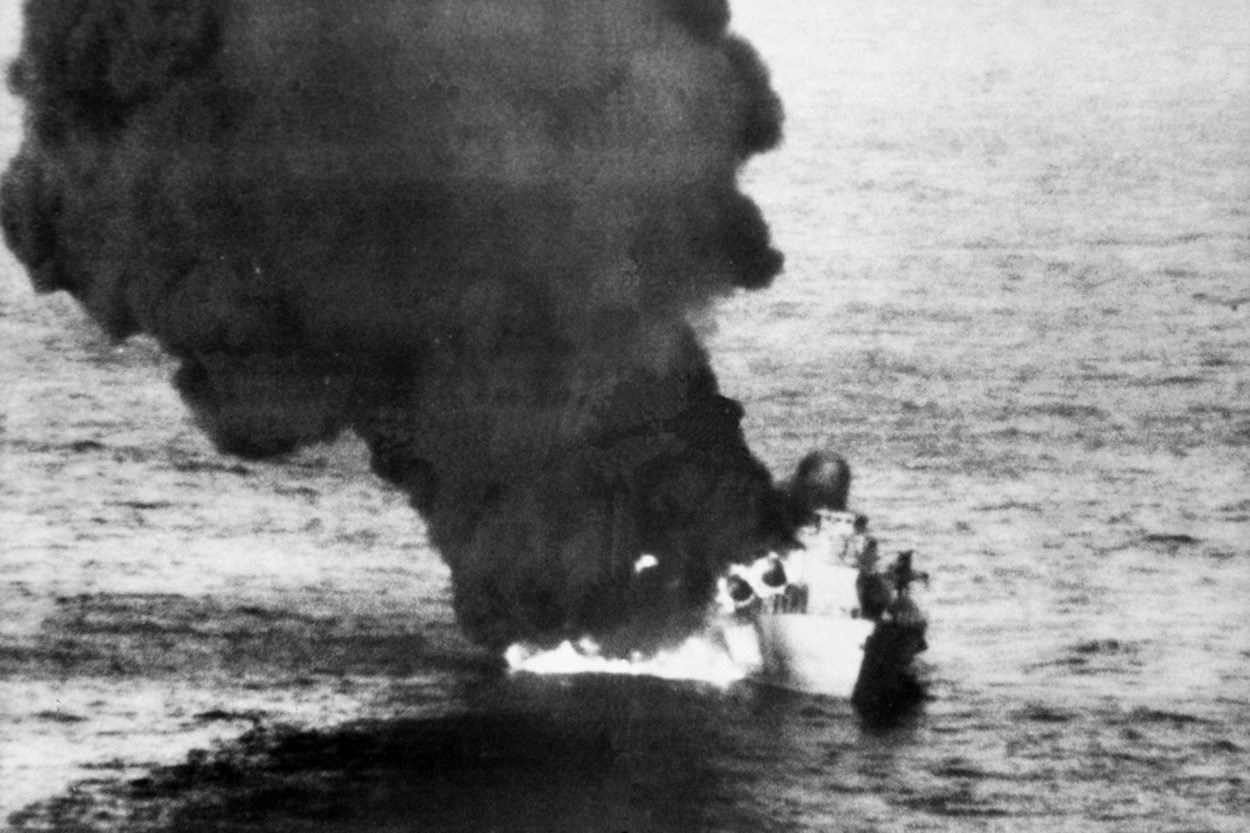
Палаючий лівійський корвет, 1986 рік

Військово-морський флот Лівії вперше взяв участь у військових діях під час зустрічі з Шостим флотом США в березні 1986 року в інциденті у затоці Сідра, коли один ракетний човен і корвет були знищені, а інші кораблі пошкоджені літаком Douglas A-6 Intruder. Незвичайно деякі з цих нападів були виконані успішно, з касетними бомбами типу Mk.20 Rockeye, які були розроблені як протитанкова зброя.
У липні 1984 року ролкер Ghat, як вважають, встановив морські міни у Червоному морі в декількох кілометрах на південь від Суецького каналу. Приблизно дев'ятнадцять кораблів були пошкоджені, в тому числі радянський контейнеровоз, який був першим, що натрапив на міни 9 липня. Відповідальність за інцидент взяла на себе організація Ісламського джихаду. Однак президент Єгипту Хосні Мубарак не повірив заявам і звинуватив Муаммара Каддафі та Лівію. Інші джерела погодилися з цими звинуваченнями після того, як стало відомо, що судну знадобилося п'ятнадцять днів, щоб пройти маршрутом, який зазвичай триватив вісім днів, на борту знаходився начальник лівійського підрозділу тральщиків, і що при огляді французькими чиновниками у Марселі було виявлено пошкодження кормових дверей. Через стурбованість безпекою судноплавства та потенційними втраченими доходами від каналу, Єгипет попросив зарубіжну допомогу у витралені мін. У складній операції брали участь мисливці за мінами з французького, британського, італійського, нілерландського та американського флотів. Британці виявили міну радянського виробництва, яка, швидше за все, була продана Лівії після 1981 року і була закладена, щоб створити проблеми для Єгипту.